# Oinotrope
Nella mitologia greca, Elaide, Eno e Spermo, dette le Oinotrope (o le Vignaiole; letteralmente "trasformatrici in vino") erano le tre figlie di Anio, figlio di Apollo e re di Delo, e di sua moglie Dorippa.
Siccome il padre le aveva consacrate a Dioniso, il dio dotò rispettivamente Eliade, Spermo ed Eno del potere di trasformare tutto quanto veniva toccato in olio, grano e vino; i loro nomi si riferiscono per l'appunto a questi tre beni. Grazie a questa dote delle sue figlie, Anio poté soddisfare le richieste di rifornimenti dei greci in partenza per la guerra di Troia.
Agamennone inviò a Delo Menelao e Odisseo per chiedere ad Anio di consegnargliele, cosicché potesse portarle con sé in guerra per garantire il nutrimento ai soldati, ma il padre delle Oinotrope rispose che, secondo il volere degli dèi, Troia non sarebbe stata conquistata prima di dieci anni ed invitò i Greci a rimanere nella sua isola per tutto quel periodo, promettendo che sarebbero stati nutriti dalle sue figlie. Tuttavia, il condottiero acheo aveva dato il preciso ordine di requisirle con la forza, qualora Anio non avesse accondisceso al suo desiderio. Odisseo allora incatenò le giovani, caricandole sulla propria nave. In seguito, riuscirono tutte a fuggire; due ripararono in Eubea, la terza ad Andro. Di fronte alle intimazioni di Agamennone, che inviò delle navi e minacciò la guerra, si arresero, ma, dopo aver invocato Dioniso, furono tramutate dal dio in colombe bianche. Da quel momento Anio ruppe definitivamente con gli Achei e iniziò a parteggiare per i Troiani.